# Victoria Grosbois
Victoria Grosbois est une actrice française.

## Biographie

### Jeunesse et formation
Après l'obtention d'un baccalauréat scientifique, Victoria Grosbois s'inscrit en faculté de droit, qu'elle arrête six mois plus tard. À la rentrée suivante, après être allée aux portes ouvertes, elle s'inscrit au cours Florent. À la découverte du théâtre, elle s'y épanouit alors et estime avoir gagné en émancipation et confiance en elle. 
En septembre 2008, elle apparaît dans le feuilleton Plus belle la vie, tournant vingt-cinq épisodes dans le double-rôle de Manon Privat / Carla Verneuil.
Par la suite, elle est à la recherche d'un stage « pour continuer d'apprendre » quand elle découvre l'existence de formations au doublage, activité dont elle ignorait l'existence.

### Doublage
À la suite d'un stage au sein de la compagnie des Séraphins auquel elle a participé, Victoria Grosbois se met à démarcher les directeurs artistiques. Petit à petit, elle multiplie les rencontres, assiste aux enregistrements et fait ses premiers pas.
Aujourd'hui spécialisée dans ce domaine, elle est la voix régulière de Zendaya et Nathalie Emmanuel mais aussi d'Odette Annable, Adelaide Kane et Kara Killmer.
Au sein de l'animation, elle est notamment la voix de Makima dans Chainsaw Man et en jeu vidéo, celle de Piper Wright dans Fallout 4 et de Sitara dans Watch Dogs 2.

## Théâtre
- Rouge ! de Gustavo de Aranjo
- Les Monologues du vagin, mise en scène de Dominique Deschamps
- Arrête de pleurer Pénélope, mise en scène de Gérard Pinter

## Filmographie

### Télévision
- 2008 : Plus belle la vie : Manon Privat / Carla Verneuil
- 2009 : Urban Spé de Charli Beléteau
- 2010 : Joséphine, ange gardien, épisode Un bébé tombé du ciel de Pascal Heylbroeck : Charlotte
- 2010 : Ma femme, ma fille, deux bébés, épisode Ma femme, ma fille, un déménagement de Vincent Monnet : Mathilde
- 2014 : Section de recherches, épisode Sous pression de Christian Guérinel : Angèle Fabre
- 2017 : Alice Nevers, le juge est une femme, épisode Lanceuse d'alerte de Stéphane Kopecky : Margot
- 2018 : Camping Paradis, épisodes La copine de mon pote parties 1 et 2 de Stéphane Kopecky : Delphine
- 2023 : 66-5 d'Anne Landois et Audrey Fouché : la procureure
- 2024  : Plus belle la vie, encore plus belle : Alice Bataille, l'avocate de Luna Torres

### Publicité
- La Prévention routière, réalisée par Bastien Brionne

## Doublage
Sources : RS Doublage, Doublage Séries Database, AnimeNewsNetwork, AlloDoublage, Planète Jeunesse et crédits de fin.

### Cinéma

#### Films
- Nathalie Emmanuel dans (7 films) :
  - Fast and Furious 7 (2015) : Megan Ramsey
  - Fast and Furious 8 (2017) : Megan Ramsey
  - Fast and Furious 9 (2021) : Megan Ramsey
  - Army of Thieves (2021) : Gwendoline Starr
  - Le Bal de l'Enfer (2022) : Evie
  - Fast and Furious 10 (2023) : Megan Ramsey
  - The Killer (2024) : Zee

- Zendaya dans (6 films) :
  - Spider-Man: Homecoming (2017) : Michelle « M. J. » Jones
  - Spider-Man: Far From Home (2019) : Michelle « M. J. » Jones
  - Dune : Première partie (2021) : Chani
  - Spider-Man: No Way Home (2021) : Michelle « M. J. » Jones
  - Dune : Deuxième partie (2024) : Chani
  - Challengers (2024) : Tashi Duncan

- Gemma Chan dans :
  - Crazy Rich Asians (2018) : Astrid Young Teo
  - La Grande Traversée (2020) : Karen
  - Don't Worry Darling (2022) : Shelley

- Liu Yifei dans :
  - Le Dernier Royaume (2011) : Yu Ji
  - The Assassins (2012) : Ling Ju

- Gisela Ponce de León dans :
  - Ma vie après toi (2018) : Maria Fé
  - Ma vie après toi 2 (2023) : Maria Fé

- Demet Özdemir dans :
  - Les Tactiques de l'amour (tr) (2022) : Aslı
  - Les Tactiques de l'amour 2 (2023) : Aslı

- Marisa Abela dans :
  - Back to Black (2024) : Amy Winehouse
  - The Insider (2025) : Clarissa Dubose

- 1944[6] : La Paloma : Gisa Häuptlein (Ilse Werner)
- 1998[7] : He Got Game : Dakota Burns (Milla Jovovich)
- 2011 : Détour mortel 4 : Sara (Tenika Davis)
- 2011 : Secret Identity : Natalie Geary (Odette Annable)
- 2011 : Drive : Irene (Carey Mulligan)
- 2011 : Dragon Gate, la légende des Sabres volants : Su Huirong (Mavis Fan)
- 2012 : Sexy Dance 4: Miami Heat : Emily (Kathryn McCormick)
- 2012 : Operación E : Liliana (Martina García)
- 2012 : For a Good Time, Call... : Lauren Powell (Ari Graynor)
- 2012 : La Mort en sursis : Florence Jane (Michelle Monaghan)
- 2012 : Cloud Atlas : Megan Sixsmith (Zhu Zhu)
- 2013 : Effets secondaires : Kayla (Mamie Gummer)
- 2013 : White House Down : Carol Finnerty (Maggie Gyllenhaal)
- 2013 : Gimme Shelter : Tawana (Jade Jackson)
- 2013 : Kick-Ass 2 : Brooke (Claudia Lee)
- 2013 : Sex Tape : Elly (Diana García[8])
- 2013 : C'est la fin : Mindy Kaling[9] (Mindy Kaling)
- 2013 : Battle of the Year : ? (?)
- 2014 : Un amour d'hiver : Beverly Penn (Jessica Brown Findlay)
- 2016 : Café Society : Veronica (Blake Lively)
- 2016 : Les Sept Mercenaires : Emma Cullen (Haley Bennett)
- 2016 : Alleycats : Danni Robson (Eleanor Tomlinson)
- 2016 : Money Monster : ? (?)
- 2017 : Underworld: Blood Wars : Alexia (Daisy Head (en))
- 2017 : Pirates des Caraïbes : La Vengeance de Salazar : Carina Smyth (Kaya Scodelario)
- 2017 : Transformers: The Last Knight : Vivian Wembley (Laura Haddock)
- 2017 : Guardians : Xenia (Alina Lanina)
- 2018 : Solo: A Star Wars Story : Qi'Ra (Emilia Clarke)
- 2018 : American Nightmare 4 : Les Origines : Nya (Lex Scott Davis)
- 2018 : Daphné et Véra : Daphne Blake (Sarah Jeffery)
- 2018 : Driven : Katie Connors (Erin Moriarty)
- 2018 : L'Épreuve du feu : Stacy Willingham (Emily Meade)
- 2019 : Retour à Zombieland : Madison (Zoey Deutch)
- 2019 : Jay et Bob contre-attaquent… encore : Jihad (Apama Brielle)
- 2019 : L'Ombre de Staline : Yulia (Michalina Olszanska)
- 2021 : D'où l'on vient : Vanessa (Melissa Barrera)
- 2021 : Free Guy : la barmaid du vrai monde (Octavia Chavez-Richmond)
- 2021 : Carnaval (pt) : Nina (Giovana Cordeiro (pt))
- 2022 : Fresh : Ann (Charlotte Le Bon)
- 2022 : Sous les palmiers, ma mère (es) : Sara (Justina Bustos (es))
- 2022 : Amour entre adultes : Xenia (Sus Wilkins)
- 2022 : L'École du bien et du mal : ? (?)
- 2022 : Le Menu : Felicity (Aimee Carrero)
- 2022 : She Said : Jodi Kantor (Zoe Kazan)
- 2022 : Paradise City : Savannah (Praya Lundberg)
- 2023 : Sayen (es) : Miranda (Loreto Aravena (es))
- 2023 : Les Gardiens de la Galaxie Vol. 3 : Ura (Daniela Melchior)
- 2023 : Love Again : un peu, beaucoup, passionnément : Suzy Ray (Sofia Barclay)
- 2023 : Back on the Strip (en) : Gia (Piper Curda)
- 2024 : Zéro pression : Oliwia Madej (Anna Szymańczyk)
- 2024 : Jackpot! : Shadi (Ayden Mayeri)
- 2024 : Apocalypse Z : Le début de la fin : Belén (Marta Poveda (es))
- 2024 : Sonic 3, le film : la capitaine Rockwell (Krysten Ritter)
- 2025 : Destination finale : Bloodlines : Julia Campbell (Anna Lore)
- 2025 : Dracula : Elisabeta / Mina (Zoë Bleu)

#### Films d'animation
- 2014 : Clochette et la Fée pirate : Zarina
- 2015 : Premier rendez-vous ? : Joie (court métrage)
- 2017 : Lego Batman, le film : Harley Quinn
- 2017 : Les Schtroumpfs et le Village perdu : Tempête
- 2018 : Ralph 2.0 : Jasmine
- 2018 : Spider-Man: New Generation : Lyla, la jeune I.A. qui aide Spider-Man 2099 à retourner en 1967 (caméo, scène post-générique)
- 2019 : Le Parc des merveilles : Greta
- 2021 : Nos mots comme des bulles : Maria
- 2022 : Tad l'explorateur et la table d'émeraude : Ramona
- 2023 : Spider-Man : Across the Spider-Verse : Lyla
- 2025 : Amélie et la Métaphysique des tubes : Nishio-san (création de voix)

### Télévision

#### Téléfilms
- Chelsea Hobbs dans :
  - La Mémoire de la peur (2018) : Leah
  - Les petits meurtres de Ruby : Héritage empoisonné (2019) : Jenny Taylor
  - Mon locataire presque parfait (2020) : Gina Larson
  - Maman blogueuse, bébé en danger (2021) : Elizabeth Daley
  - Le nounou de Noël (2022) : Kathleen Walker

- Holly Deveaux dans :
  - Le mariage de ma boss (2021) : Nicole
  - Sur la piste de Noël (2021) : Alli Blakeman

- 2011 : La Reine du bal : Selena (Katie Sarife)
- 2011 : Le Tueur de l'opéra : Anna Castell (Julie Engelbrecht)
- 2011 : Un charme très discret : Jasmin (Fritzi Haberlandt)
- 2011 : Pariah : Alike (Adepero Oduye )
- 2012 : Meurtres à Charlotte : Kali (Lauren Lassiter)
- 2012 : Querelles de clocher : Klara Häberle (Julia Nachtmann)
- 2012 : Au cœur de la tornade : Kaitlyn (Haley Lu Richardson)
- 2012 : La naissance du jour : Lara (Aylin Tezel)
- 2013 : Flying Monkeys : Sonya (Electra Avellan)
- 2013 : La Femme du révérend : Laura (Sarah Cote)
- 2013 : Mes parents terribles : Zoe (Allie Gonino)
- 2013 : La Fiancée des neiges : Greta Kaine (Katrina Law)
- 2013 : Dans les griffes de ma belle-mère : Cate (Alicia Ziegler)
- 2017 : Du rêve au cauchemar : Kelley Winters (Paulina Singer)
- 2017 : Mister Noël : Jenny (Tara Holt)
- 2018 : Mon fils, harcelé jusqu'à la mort : Michelle Carter (Bella Thorne)
- 2018 : Mon bébé, kidnappé par son père : Jessica (Tonya Kay)
- 2018 : Mon fils sous emprise : Mallory (Ashley Rickards)
- 2018 : Nuits blanches à Noël : Lizzie Hinnel (Odette Annable)
- 2019 : Prête-moi ta main à Noël : Christy Dickinson (Kelley Jakle)
- 2019 : Le danger vient de la famille : Jamie (Emma Bell)
- 2020 : Un secret de famille impardonnable : Christina (Aubrey Reynolds)
- 2020 : Un mensonge en héritage : Carrie (Jillian Murray)
- 2020 : Maison à vendre, mari à voler : Meg Atkins (Christie Burson)
- 2021 : Beau, riche et mortel : Betty (Natacha Wilson)
- 2021 : Une nuit glaçante pour ma fille : April (Shellie Sterling)
- 2021 : Terreur sur le lac : Amy (Angela Gulner)
- 2022 : L'Héritage des Lockhart : Rebecca Wilson (Sierra Wooldridge)
- 2023 : Un souhait magique pour Noël : Renée (Vanessa Lengies)
- 2023 : Coup de foudre et petits arrangements : Rory (Rhiannon Fish)
- 2023 : Un Noël à sauver : Lily Jansen (Erin Agostino)

#### Téléfilm d'animation
- 2023 : South Park: Joining the Panderverse (en) : Kyle femme

#### Séries télévisées
- Odette Annable dans (6 séries) :
  - Dr House (2011-2012) : Dr Jessica Adams (saison 8)
  - Un flic d'exception (2013) : Kat O'Connor (épisodes 2 et 3)
  - New Girl (2013) : Shane (saison 2, épisode 19)
  - Rush (2014) : Sarah Peterson (5 épisodes)
  - Supergirl (2017-2020) : Samantha Arias / Reign (24 épisodes)
  - Tell Me a Story (2019-2020) : Madelyn « Maddie » Pruitt (10 épisodes)

- Adelaide Kane dans (5 séries) :
  - Teen Wolf (2013) : Cora Hale (saison 3)
  - Reign : Le Destin d'une reine (2013-2017) : Marie Ire d'Écosse (78 épisodes)
  - SEAL Team (2019-2020) : Rebecca Bowen (10 épisodes)
  - This Is Us (2020) : Hailey Damon (saison 4, épisode 18)
  - Star Trek: Strange New Worlds (2023) : Sera (saison 2, épisode 3)

- Kara Killmer dans :
  - Chicago Fire (depuis 2014) : Sylvie Brett
  - Chicago Police Department (2014-2020) : Sylvie Brett (10 épisodes)
  - Chicago Med (2015-2022) : Sylvie Brett (18 épisodes)

- Teri Reeves dans :
  - Chicago Fire (2012-2013) : Dr Hallie Thomas (saison 1)
  - Once Upon a Time (2016) : Dorothy Gale (saison 5, épisodes 16 et 18)

- Klára Issová (en) dans :
  - Crossing Lines (2013-2014) : Shari (10 épisodes)
  - Legends (2015) : Ilyana Crawford (saison 2)

- Vedette Lim dans :
  - Chicago Fire (2013-2014) : Devon (saison 2)
  - FBI (depuis 2019) : l'analyste Elise Taylor

- Christine Evangelista dans :
  - The Walking Dead (2015-2017) : Sherry (4 épisodes)
  - Fear the Walking Dead (2019-2023) : Sherry (43 épisodes)

- Krysten Ritter dans :
  - Jessica Jones (2015-2019) : Jessica Jones (39 épisodes)
  - The Defenders (2017) : Jessica Jones (mini-série)

- Brenda Song dans :
  - Dollface (2019-2022) : Madison Maxwell (20 épisodes)
  - Famille en réparation (2025) : Caitlin Baker (saison 1, épisode 2)

- Brittany O'Grady (en) dans :
  - Her Voice (2020) : Bess King (9 épisodes)
  - The White Lotus (2021) : Paula (saison 1)

- Richa Moorjani (en) dans : 
  - Mes premières fois (2020-2023) : Kamala (34 épisodes)
  - Fargo (2023-2024) : Indira Olmstead (saison 5)

- Serenay Sarıkaya dans :
  - Shahmeran (2023) : Sahsu
  - Merci et au suivant ! (2024) : Leyla Taylan

- 2010 : Trois Bagues au doigt : ? (?) (mini-série)
- 2011 : Esprits criminels : Tammy Bradstone (Johanna Braddy) (saison 7, épisode 2)
- 2011 : Blue Bloods : Violet Heath (Justine Cotsonas (en)) (saison 3, épisode 4)
- 2012 : Drop Dead Diva : Kathy Kelton (Rosalie Ward) (saison 4, épisode 9)
- 2012 : Les Mystères de Haven : Tina (Allie MacDonald)
- 2012 : Perception : Shannon Duquesne (Christina Scherer (en)) (saison 1, épisode 8)
- 2012 : Mentalist : Krista (Augie Duke (en)) (saison 4, épisode 20)
- 2012 : Missing : Au cœur du complot : Violet Heath (Laura Donnelly) (10 épisodes)
- 2012 : Wes et Travis : Dakota (Vanessa Cloke)
- 2012-2014 : Arrow : Helena Bertinelli / Huntress (Jessica De Gouw) (4 épisodes)
- 2013 : Borgia : Carlotta d'Aragona (Paloma Bloyd (en)) (saison 2)
- 2013 : Zero Hour : Paige Willis (Grace Gummer)
- 2013 : Double Jeu : Vivian Bowers (Bree Williamson (en)) (6 épisodes)
- 2013-2014 : Dallas : Emma Brown (Emma Bell) (30 épisodes)
- 2013-2014 : Anger Management : Sasha (Anna Hutchison) (saison 2)
- 2013-2015 : Atlantis : Méduse (Jemima Rooper) (13 épisodes)
- 2013-2016 : Mistresses : Josslyn « Joss » Carver (Jes Macallan) (52 épisodes)
- 2013-2020 : Marvel : Les Agents du SHIELD : Daisy « Skye » Johnson (Chloe Bennet) (136 épisodes)
- 2014 : Olive Kitteridge : Ann (Audrey Marie Anderson) (mini-série)
- 2014 : Bates Motel : Cody Brennan (Paloma Kwiatkowski (en)) (saison 2)
- 2014-2017 : Black Sails : Anne Bonny (Clara Paget) (35 épisodes)
- 2014-2017 : Grimm : Theresa Rubel (Jacqueline Toboni) (31 épisodes)
- 2014-2019 : You're the Worst : Gretchen Cutler (Aya Cash) (62 épisodes)
- 2015 : The Messengers : Erin Calder (Sofia Black-D'Elia) (13 épisodes)
- 2015-2016 : Les Sirènes de Mako : Ondina (Isabel Durant) (42 épisodes)
- 2015-2017 : Bones : Karen Delfs (Sara Rue) (7 épisodes)
- 2015-2018 : Le Maître du Haut Château : Trudy Walker (Conor Leslie) (5 épisodes)
- 2015-2019 : Crazy Ex-Girlfriend : Rebecca Bunch (Rachel Bloom) (61 épisodes)
- 2016 : Shoot the Messenger (en) : Daisy Channing (Elyse Levesque)
- 2016 : Younger : Becky (Carly Brooke) (4 épisodes)
- 2016-2017 : Man vs Geek : Brooke (Susannah Fielding)
- 2016-2022 : Les Enquêtes de Murdoch : Nina Bloom (Erin Agostino) (18 épisodes)
- 2017 : Taken : Riley (Jennifer Marsala) (saison 1)
- 2017 : Riviera : Fatima (Olivia Popica) (5 épisodes)
- 2017 : Bad Blood : Sophie (Michelle Mylett (en)) (saison 1, épisodes 1 et 2)
- 2017 : Blacklist : Lena Mercer (Ana Nogueira (en)) (saison 5)
- 2017 : Loaded : Paula (Scarlett Alice Johnson (en))
- 2017-2020 : Dark : Katharina Nielsen (1986) (Nele Trebs) (8 épisodes)
- 2018 : The Team : Paula Liekens (Lynn Van Royen (nl))
- 2018 : Sneaky Pete : Laney (Charlotte Ray Rosenberg) (saison 2)
- 2018 : Seven Seconds : Teresa (Adriana DeMeo (en)) (mini-série)
- 2018-2019 : For the People : Sandra Bell (Britt Robertson) (20 épisodes)
- 2018-2021 : La Méthode Kominsky : Darshani (Jenna Lyng) (20 épisodes)
- 2018-2021 : S.W.A.T. : Molly Hicks (Laura James) (12 épisodes)
- 2018-2022 : New Amsterdam : Dr Yasmin Turan (Olivia Khoshatefeh) (27 épisodes)
- 2019 : Curfew (en) : Kaye Newman (Phoebe Fox) (8 épisodes)
- 2019 : Bauhaus - Un temps nouveau : Dörte Helm (Anna Maria Mühe) (mini-série)
- 2019[10] : Wu-Tang: An American Saga : Tonya (Paola Lázaro) (saison 1, épisode 10)
- 2019-2020 : The Walking Dead : Mary « Gamma » (Thora Birch) (saison 10)
- 2019-2020 : The Boys : Becca Butcher (Shantel VanSanten) (9 épisodes)
- 2019-2021 : City on a Hill : Cathy Ryan (Amanda Clayton (en)) (18 épisodes)
- depuis 2019 : Euphoria : Rue Bennett (Zendaya)
- 2020 : Hollywood : Henrietta Castello (Maude Apatow) (mini-série)
- 2020 : Katy Keene : Pepper Smith (Julia Chan (en)) (13 épisodes)
- 2020 : Lovecraft Country : Christina Braithwhite (Abbey Lee Kershaw)
- 2020 : Conversations with Friends : Frances (Alison Oliver (en))
- 2020 : The Gloaming (en) : Freya Harris (Zenia Starr)
- 2020 : I Know This Much Is True : Dessa Constantine jeune (Aisling Franciosi) (mini-série)
- 2020-2021 : Feel Good : George (Charlotte Ritchie) (12 épisodes)
- 2020-2021 : Blood and Water : Zama Bolton (Cindy Mahlangu (en))
- 2020-2022 : Motherland: Fort Salem : Raëlle Collar (Taylor Hickson) (30 épisodes)
- 2020-2023 : Dave : Ally Wernick (Taylor Misiak) (26 épisodes)
- depuis 2020 : Doc : Giulia Giordano (Matilde Gioli)
- depuis 2020 : Téhéran : Tamar Rabinyan (Niv Sultan)
- depuis 2020 : Mythic Quest : Rachel (Ashly Burch)
- 2021 : Tribes of Europa : Liv (Henriette Confurius)
- 2021-2022 : Destin : La Saga Winx : Terra Harvey (Eliot Salt) (13 épisodes)
- 2021-2022 : Physical : Tanya Logan (Mary Holland) (4 épisodes)
- 2022 : Money Heist : Korea – Joint Economic Area : Yun Misun (Lee Joo-bin (en)) (6 épisodes)
- 2022 : The Flight Attendant : Gabrielle Diaz (Callie Hernandez) (saison 2)
- 2022 : Bang Bang Baby : Assunta Ferraù (Giorgia Arena (it)) (10 épisodes)
- 2022 : Suspicion : Sonia Chopra (Mandip Gill) (3 épisodes)
- 2022 : Sandman : Barbie (Lily Travers (en)) (3 épisodes)
- 2022 : Le Cabinet de curiosités de Guillermo del Toro : Gina Kapov (Kylee Evans) (saison 1, épisode 4)
- 2022 : Machos alfa : Daniela Galván (María Hervás (es))
- 2022 : The Patient : Shoshana Cohen (Renata Friedman) (mini-série)
- 2022-2023 : DC Titans : Jinx (Lisa Ambalavanar (en)) (saison 4)
- 2022-2023 : The Crown : la princesse Diana Spencer (Elizabeth Debicki) (15 épisodes)
- 2023 : Black Mirror : Lana Stanfield (Kate Mara) (saison 6, épisode 3)
- 2023 : Class of '07 : Amelia (Megan Smart)
- 2023 : Secret Invasion : G'iah (Emilia Clarke) (mini-série)
- 2023 : Transatlantique : ? (?) (mini-série)
- 2023 : La Loi de la plus forte (en) : India (Anissa Felix)
- 2023 : The Afterparty : Hannah (Anna Konkle (en)) (saison 2)
- 2023 : The Gilded Age : Susan Blane (Laura Benanti) (saison 2)
- 2023 : Tout le monde aime les diamants : Anna (Anna Foglietta)
- 2023 : The Bear : Claire (Molly Gordon) (saison 2)
- 2023 : Extraordinary : Jen (Máiréad Tyers)
- depuis 2023 : Ahsoka : Shin Hati (Ivanna Sakhno)
- 2024 : Les Frères Sun : Grace (Madison Hu) (6 épisodes)
- 2024 : Masters of the Air : ? (?) (mini-série)
- 2024 : Shardlake : Détective de l'ombre (en) : Alice (Ruby Ashbourne Serkis (en)) (mini-série)
- 2024 : Bodkin (en) : Dove (Siobhán Cullen (en))
- 2024 : Nightmares and Daydreams par Joko Anwar (en) : Valdya (Asmara Abigail (en))
- 2024 : Elsbeth : l'inspectrice Edwards (Micaela Diamond)
- depuis 2024 : High Potential : Morgan Gillory (Kaitlin Olson)
- 2025 : Les Lettres du passé (sv) : Seda, jeune (Çağıl Aydıner)
- depuis 2025 : The Pitt : Dr Cassie McKay (Fiona Dourif)

#### Séries d'animation
- 2009-2011[n 1] : Sawako : Chizuru Yoshida
- 2013 : Saint Seiya Omega : Shaina
- 2013 : Dofus : Aux trésors de Kerubim : Gulivette (création de voix)
- 2018 : Star Wars : Forces du destin : Qi'Ra
- 2018 : Back Street Girls : Yui
- 2018 : Final Space : Quinn (1re voix, saison 1)
- 2019-2022 : Saint Seiya : Les Chevaliers du Zodiaque : Shaina d'Ophycius
- 2020 : Star Wars: The Clone Wars : Trace Martez
- 2021 : Star Wars: The Bad Batch : Trace Martez (saison 1, épisode 6)
- 2021 : Kid Cosmic : voix additionnelles
- depuis 2022 : La Légende de Vox Machina : Vex'ahlia « Vex » Vessar
- depuis 2022 : Chainsaw Man : Makima
- 2023-2024 : Invincible : Andressa[n 2]
- 2025 : Bestiale : Nimoda (création de voix)[11]

### Jeux vidéo
- 2015 : Fallout 4 : Piper Wright[n 3]
- 2015 : Until Dawn  : Ashley
- 2016 : Watch Dogs 2 : Sitara[n 3]
- 2017 : The Evil Within 2 : opératrice de Mobius[n 3]
- 2017 : Wolfenstein II: The New Colossus : Mary Sue « Le Professeur » Ellington[n 3]
- 2018 : Shadow of the Tomb Raider : Abigaile « Abby » Ortiz
- 2018 : Fallout 76 : voix additionnelles[n 3]
- 2019 : Anthem : voix additionnelles[n 3]
- 2020 : The Last of Us Part II : voix additionelles
- 2020 : Immortals Fenyx Rising : Fenyx (femme)
- 2020 : XCOM: Chimera Squad : voix additionnelles[n 3]
- 2021 : Les Gardiens de la Galaxie : Gamora[n 3]
- 2021 : Forza Horizon 5 : Haley[n 3]
- 2021 : Fortnite : Michelle « M. J. » Jones (Trailer extension La Fête de l'Hiver)
- 2022 : Disney Dreamlight Valley : Joie
- 2023 : Wild Hearts : ?
- 2023 : Starfield : Theresa et voix additionnelles
- 2023 : Avatar: Frontiers of Pandora : ?
- 2024 : Life Is Strange: Double Exposure : ?
- 2024 : Star Wars Outlaws : Qi'Ra[n 3]
- 2025 : L'Amerzone : Le Testament de l'explorateur : Cora Aldrige et la cheffe des gardes